# サラ・トンプソン
サラ・トンプソン（Sarah Thompson, 1979年10月25日）は、アメリカ合衆国の女優。カリフォルニア州ロサンゼルス生まれ。

## 主な出演作品
- エンジェル（イヴ役）
- ボストン・パブリック（Boston Public）
ボストンを舞台にした学園ドラマ。
- クルーエル・インテンションズ2（ダニエル役）